# Potklei
Potklei is een zeer compacte klei die vooral in het noorden van Nederland voorkomt. Verweerd is potklei grijs, geelbruin of grijsgroen met gele en bruine roestvlekken. Dieper in de grond verandert de kleur in donkergrijs tot haast zwart.

## Voorkomen
Dikke potkleilagen (tot tientallen meters) komen vooral in de Nederlandse provincies Friesland en Groningen en Noord Drenthe voor. Nabij Roderwolde en Roden komt het aan de oppervlakte voor. In Noord Nederland buiten deze provincies is de dikte van de potklei vaak beperkt tot hooguit enkele meters, meestal decimeters. Veelal komt de klei voor in langgerekte depressies in de ondergrond die thans geheel zijn opgevuld. Deze depressies worden tunneldalen genoemd. Deze dalen kunnen tot 400 meter op het diepste punt zijn.

## Ontstaanswijze
Potklei is een zogenaamde lacustroglaciale afzetting ontstaan in smeltwatermeren langs de rand van de landijskap die tijdens de Midden Pleistocene glacialen het Noorden van Europa bedekte. Bij het smelten van het ijs kwam ingesloten sediment vrij dat in deze pro-glaciale smeltwatermeren als klei werd afgezet. De tunneldalen fungeerden daarbij als een sink.
De klei vertoont vaak een warvengelaagdheid. Deze gelaagdheid is meestal moeilijk zichtbaar maar is duidelijker aan de top van de laag. De warven duiden op seizoensgewijze afsmelting van gletsjers.
De zwarte kleur van de klei wordt veroorzaakt door de aanwezigheid van veel humaten en fijne plantenresten die waarschijnlijk afkomstig zijn uit de tijdens dit glaciaal geërodeerde miocene bruinkoolafzettingen in Polen en Duitsland.
De compactheid van de klei is in feite overcompactie die ontstaan is doordat de eerst nog waterrijke kleien ingeklonken zijn en later door een gletsjer (waarschijnlijk die uit het Saalien) nog eens verder zijn samengedrukt.

## Ouderdom
De Nederlandse potklei behoort tot het lithostratigrafische Laagpakket van Nieuwolda in de Formatie van Peelo. De klei wordt gecorreleerd met de zogenaamde 'Lauenburger Ton' uit Noord-Duitsland. Het glaciaal waarin deze afzetting ontstond wordt het Elsterien genoemd. Plaatselijk wordt in Duitsland deze 'Lauenburger Ton' bedekt door afzettingen die aan het Holsteinien worden toegeschreven. In Nederland bevindt de potklei zich stratigrafisch tussen het Interglaciaal van Noordbergum (onder de potklei) en het Oostermeer Interglaciaal (boven de potklei). Omdat tussen deze interglacialen nog een ander interglaciaal (Belvédère Interglaciaal) aanwezig is (waarvan in de omgeving waar de potklei wordt aangetroffen geen afzettingen zijn herkend), is onduidelijk hoe oud de potklei werkelijk is. Er bestaat over de ouderdom van de potklei geen consensus.

## Economisch gebruik
Potklei is in Nederland vooral in het verleden afgegraven voor het bakken van aardewerk en bouwmaterialen. Dit heeft ook de naam aan de klei gegeven. Potklei is in de Nederlandse Kwartairgeologie een gangbare lithostratigrafische term. In de omgeving van Roderwolde hebben de monniken uit Aduard in het verleden potklei gewonnen om er kloostermoppen en dakpannen van te maken. De naam "Tichelwerk" van een boerderij (eigendom van het Drents Landschap) herinnert hier nog aan.